# 新港城中心
新港城中心（英語：MOSTown），是由恒基兆業地產發展的購物商場，位於香港新界馬鞍山鞍誠街18號，面積為532637平方呎，為馬鞍山區最大的商場, 以及新界東第三大商場。新港城中心商場基座為馬鞍山市中心公共運輸交匯處、馬鞍山民政事務署、馬鞍山郵政局及新港城街市，上蓋為恒基兆業地產發展的私人住宅新港城第4期。

## 商場概况
新港城中心與附近多個商場設有天橋連接，包括新港城第5期商場（前稱：新港城廣場）、馬鞍山廣場、富輝商場，而透過富輝商場的行人天橋，可到達馬鞍山中心商場；透過新港城第5期商場的行人天橋，可到達福安花園商場。

## 商場設計
新港城中心興建時以熱帶雨林為主題，其中的展覽場地是1997年五大最佳展銷會場之一。商場曾採用以太空為主的聖誕裝飾，藉此獲得全港最美觀聖誕佈置的第四位。恒基兆業於2011年底斥資1.3億元進行全面翻新工程，分三階段進行，首階段工程已於2012年3月底竣工。工程重點之一是商場整體的燈光效果參考日本六本木商場的「型格」概念，於廣場加設環狀LED顯示屏，在簡約的背景展現出不同的顏色變化，帶出豐富鮮明的視覺效果。全部工程於2013年8月完成。
另外，商場亦注入環保設計的概念，採用玻璃物料以增加場內光綫，讓天然光綫直接透過玻璃引入店舖內；以及加闊中庭位置，除使採光率充裕外，亦使購物環境更加寬敞舒適，有助環保節能。該商場亦將引入多間特色食肆，為顧客提供多元化的餐飲享受，銳意把該商場打造成馬鞍山美食購物熱點，全面提升新港城中心形象及格調，吸納更多區外人流，帶動場內消費。
而2016年的翻新工程將商場東面通道和商舖間格進行大改動，首階段工程已於2017年1月竣工，東面原有的扶手電梯於工程中拆除。到2017年中開始翻新中庭，香港最後一個位於商場的室內音樂噴泉亦已消失。

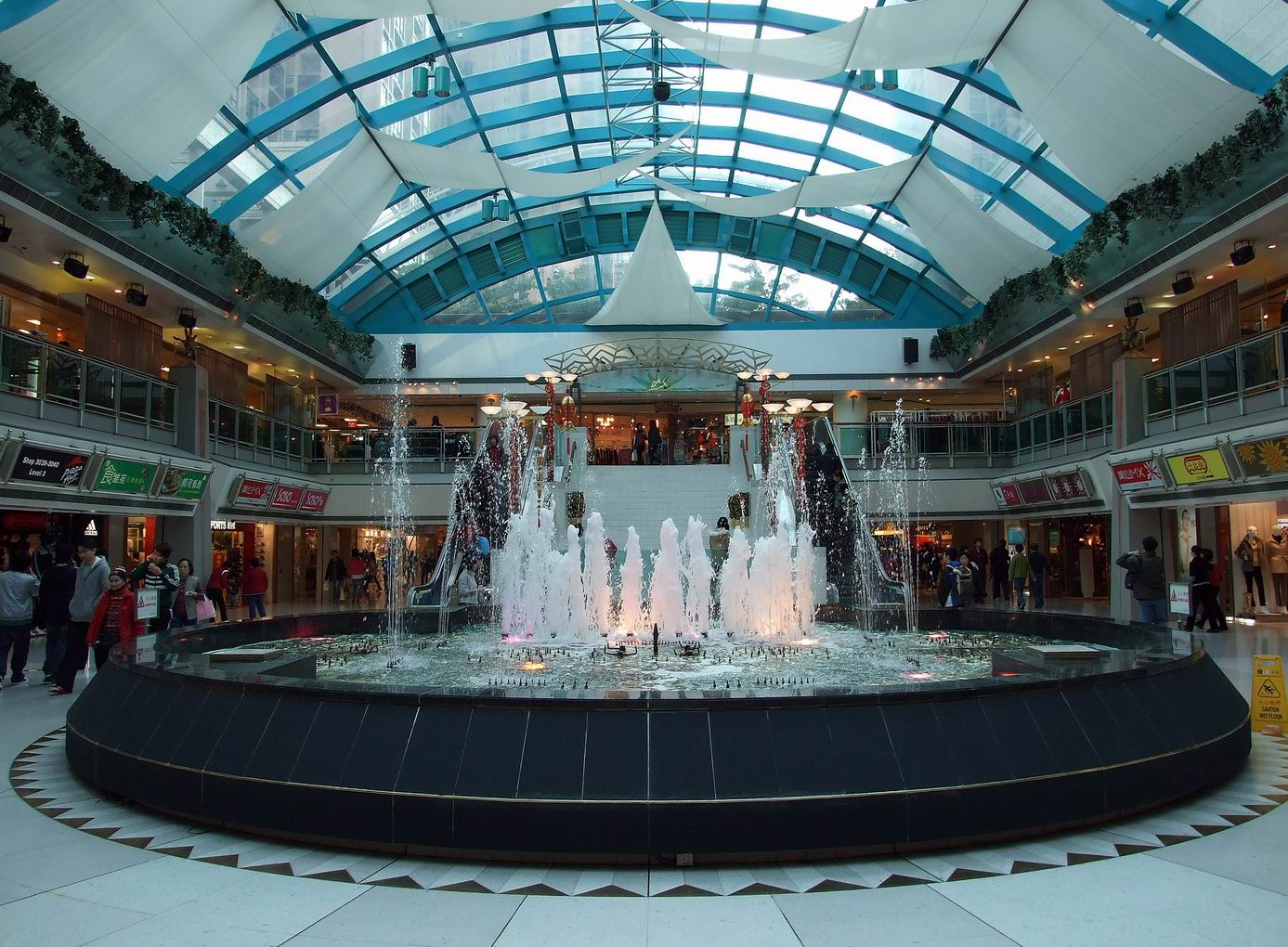
新港城中心音樂噴泉（於2017年8月拆卸）

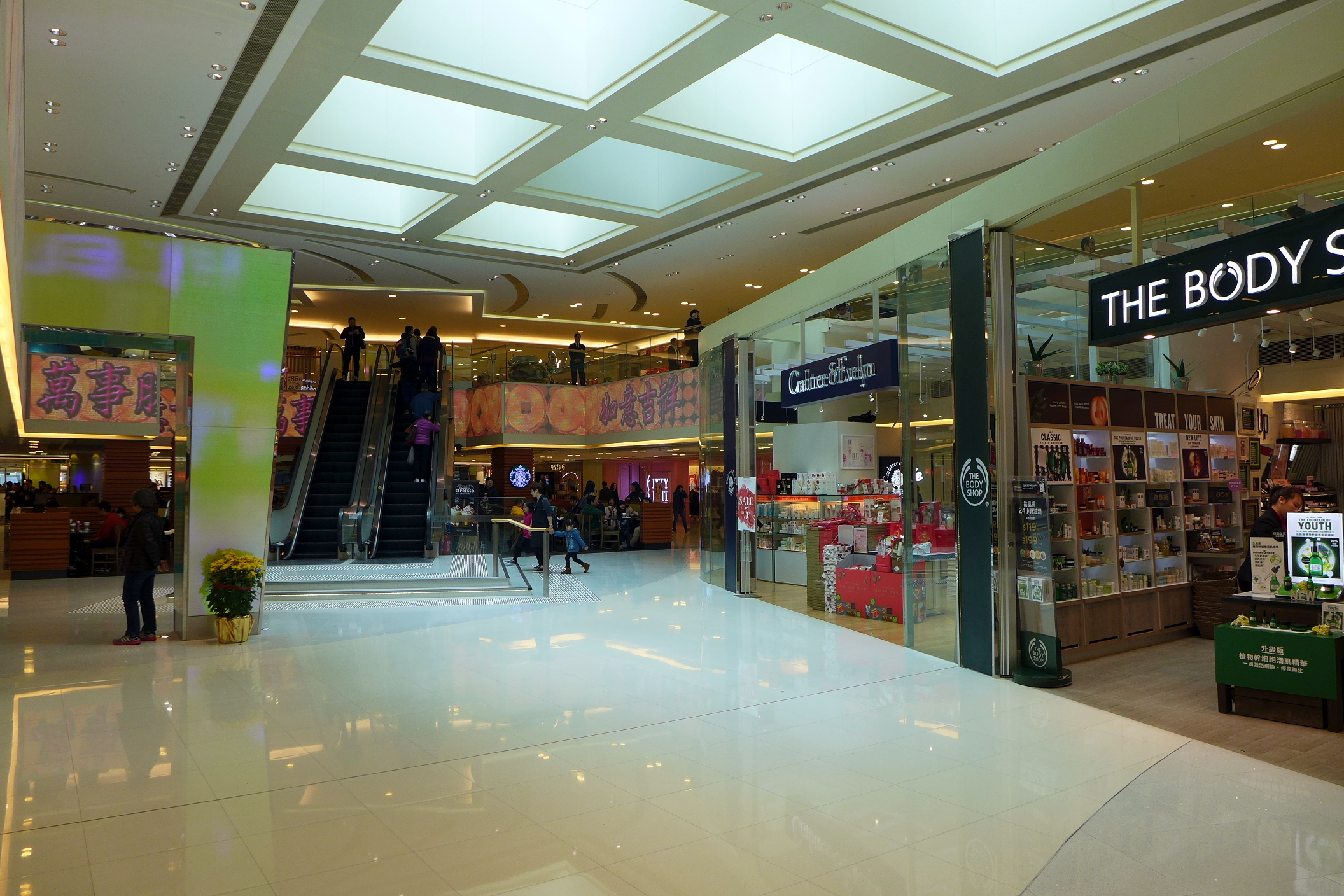
前歡樂天地和繽紛樂園中庭於2013年完成翻新後加設扶手電梯和商店

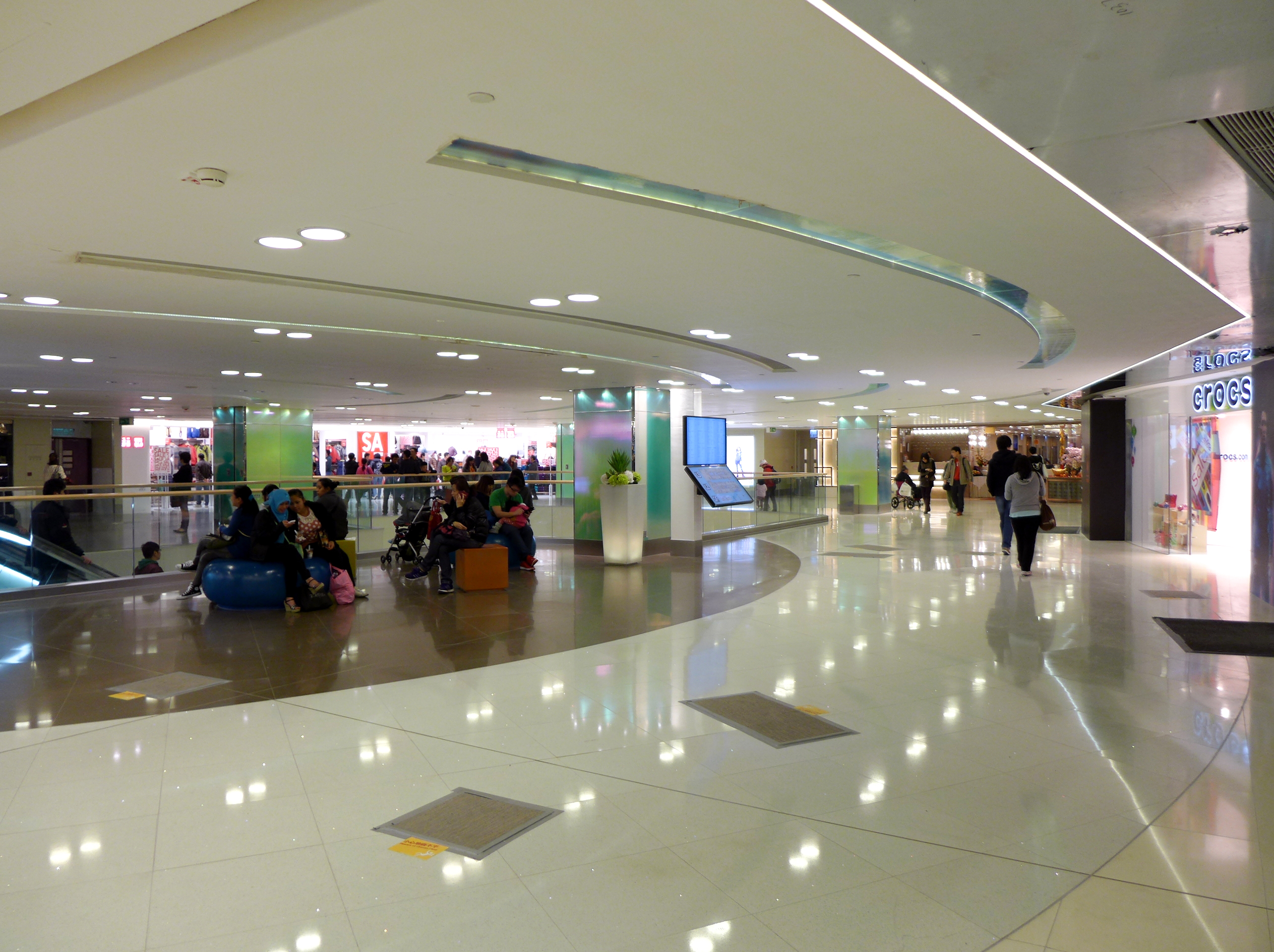
於2013年完成翻新的3樓範圍

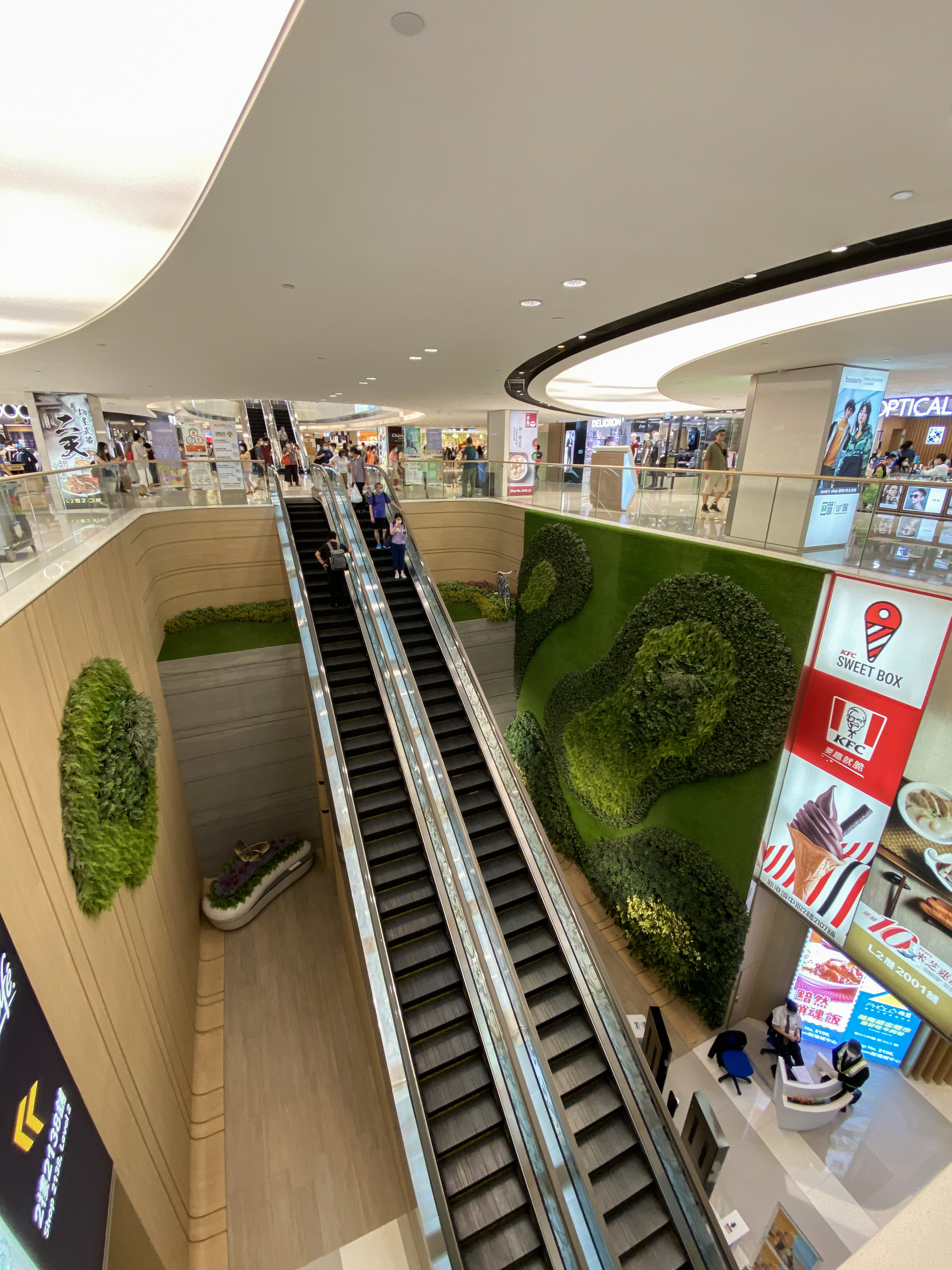
2016年翻新後的2樓東面中庭

2018年5月，恒基兆業表示新港城中心的英文名稱將於8月20日起由Sunshine City Plaza改為MOSTown，中文名則維持不變。

## 商戶組合
在商場落成初期，擁有當年全港最大的日資百貨公司--八佰伴租用，佔據了新港城商場廣大面積，其店舖有男女服裝部、玩具部、超級市場、歡樂天地等。八佰伴於1997年11月尾結業後，便由恆基地產旗下的千色百貨公司承租。除此之外，商場亦曾設有哈迪斯及繽紛樂園，但已於2002年及2006年結業。繽紛樂園原店和千色百貨混合，該店一直保持繽紛樂園風格，直到2010年代。全盛時期，香港「六大快餐店」麥當勞、哈迪斯、KFC、大家樂、美心快餐及大快活（位於新港城廣場）曾同時進佔新港城。新港城街市於2019年1月20日完成第一期翻新（即前惠康超級市場）。商場設有區內唯一戲院，1995年9月8日開業起服務馬鞍山多年的馬鞍山戲院營業至2019年4月28日。2019年7月25日起由英皇戲院接手經營。大型商戶包括：
- 千色Citistore
- 迪卡儂
- 壽司郎
- 英皇戲院
- Market Place by Jasons
- UNIQLO
- FANCL
- G2000
- HKTV Mall
- PIZZA HUT
- 星巴克

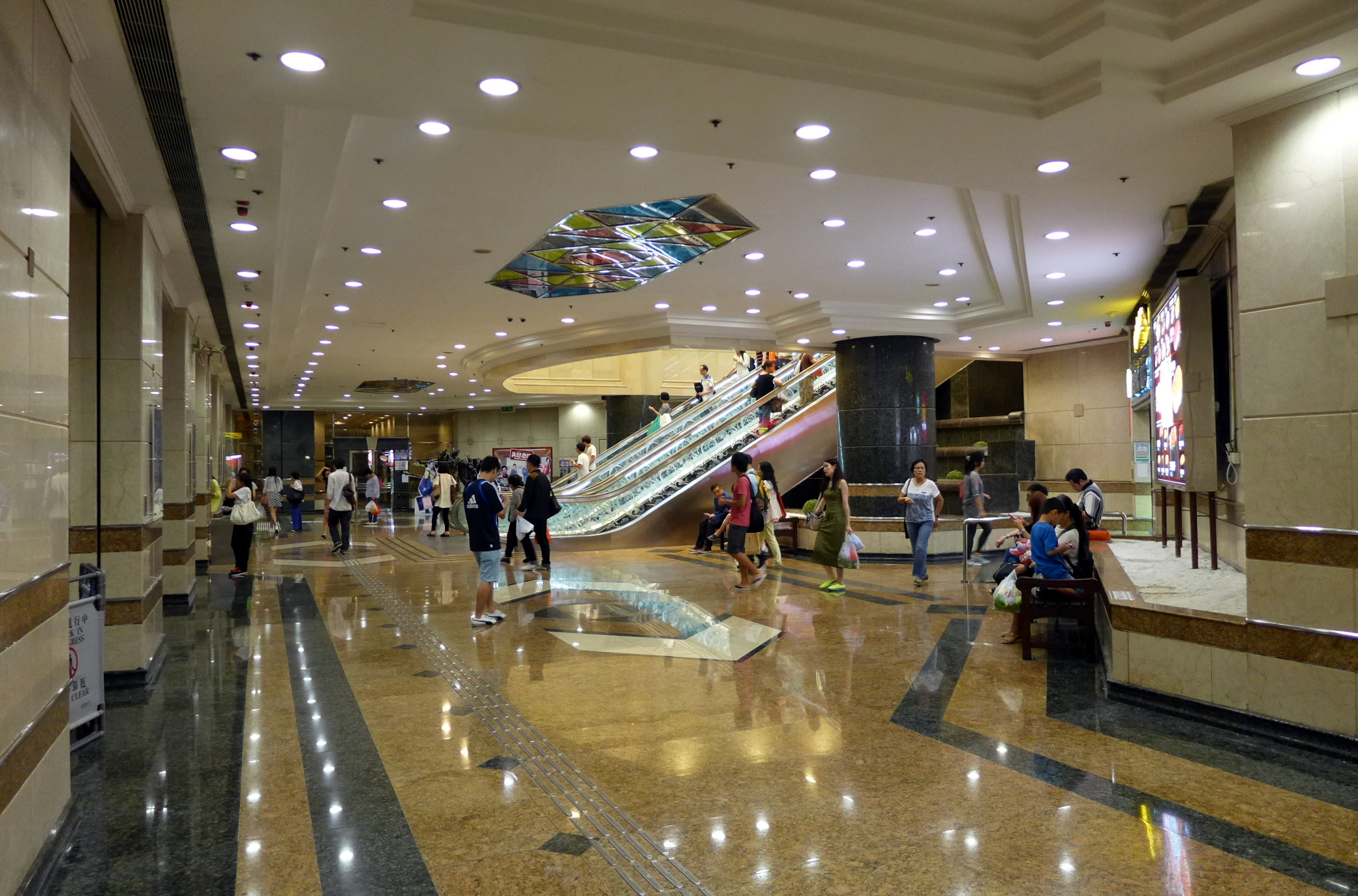
地下大堂
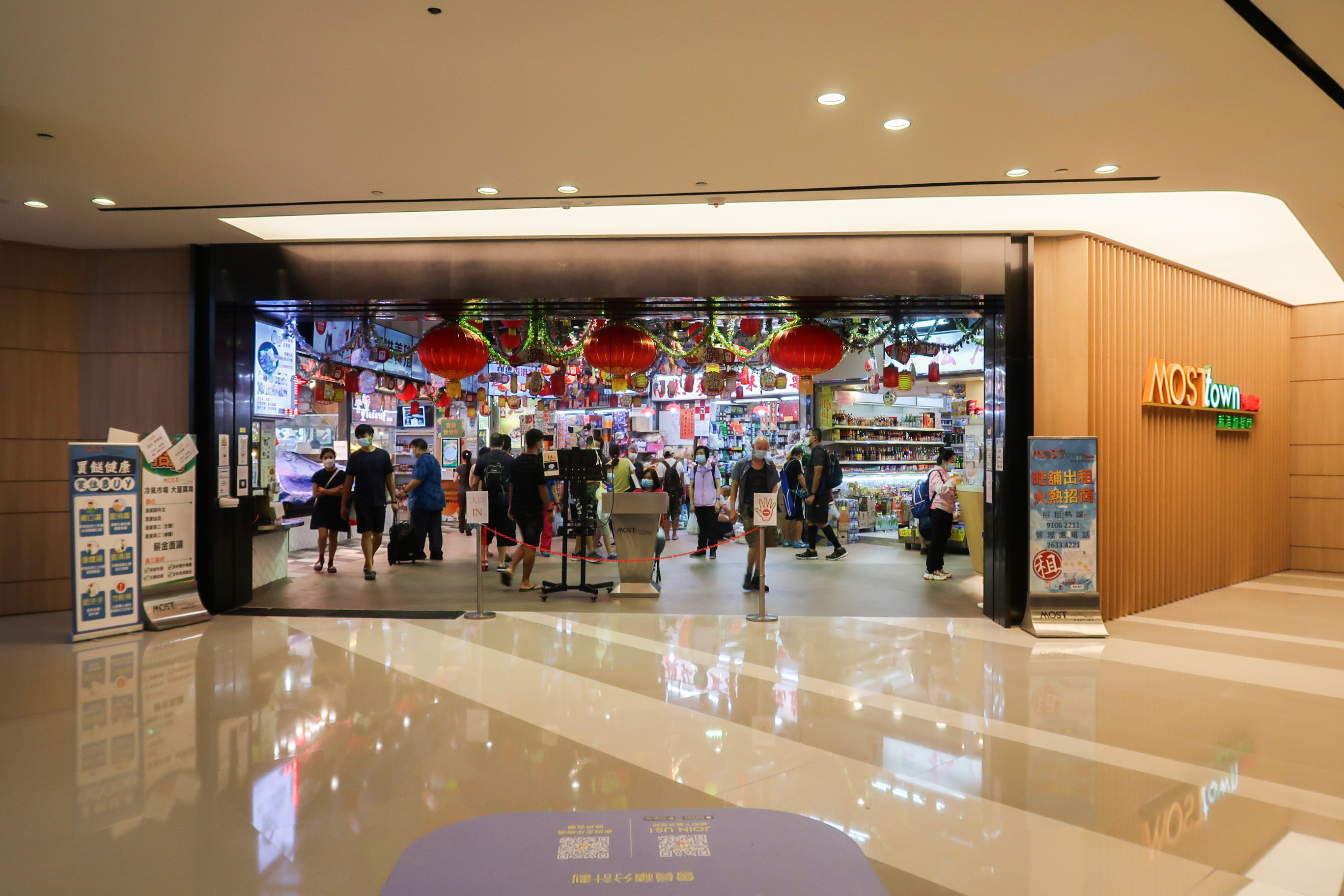
地下設新港城街市
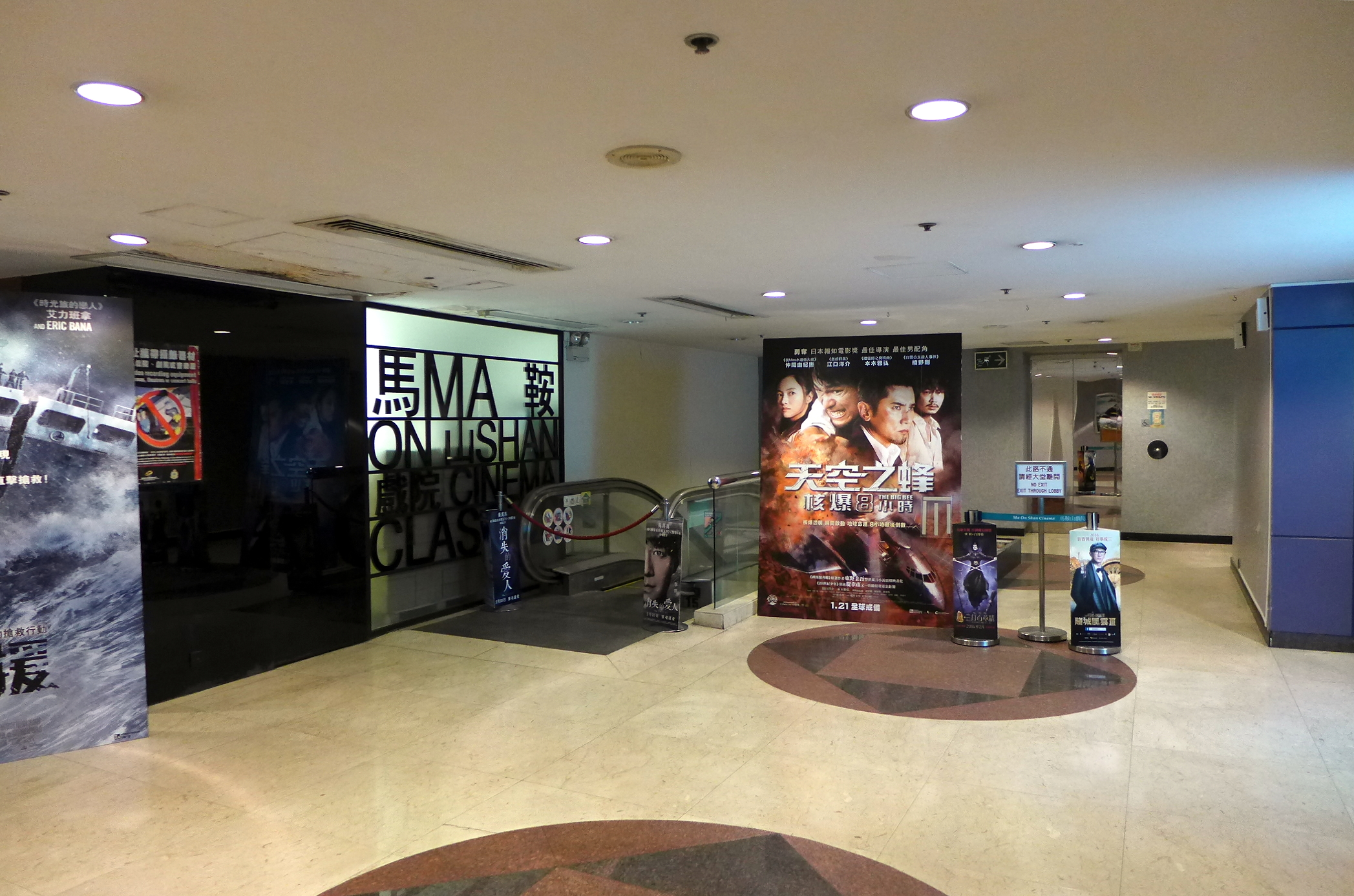
1樓的馬鞍山戲院為區內唯一戲院，已改為英皇戲院
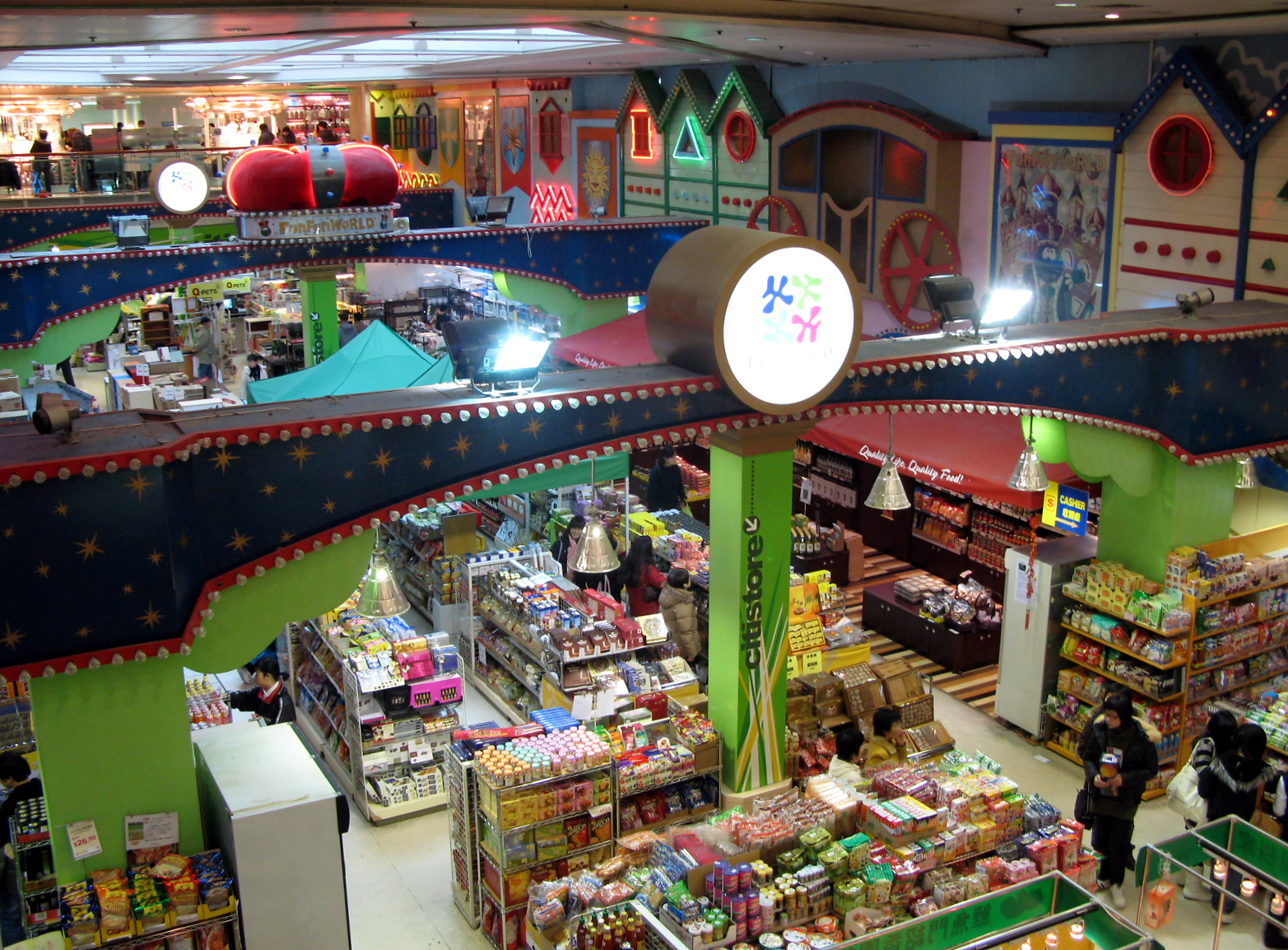
前歡樂天地和繽紛樂園中庭其後納入千色百貨範圍（2008年）
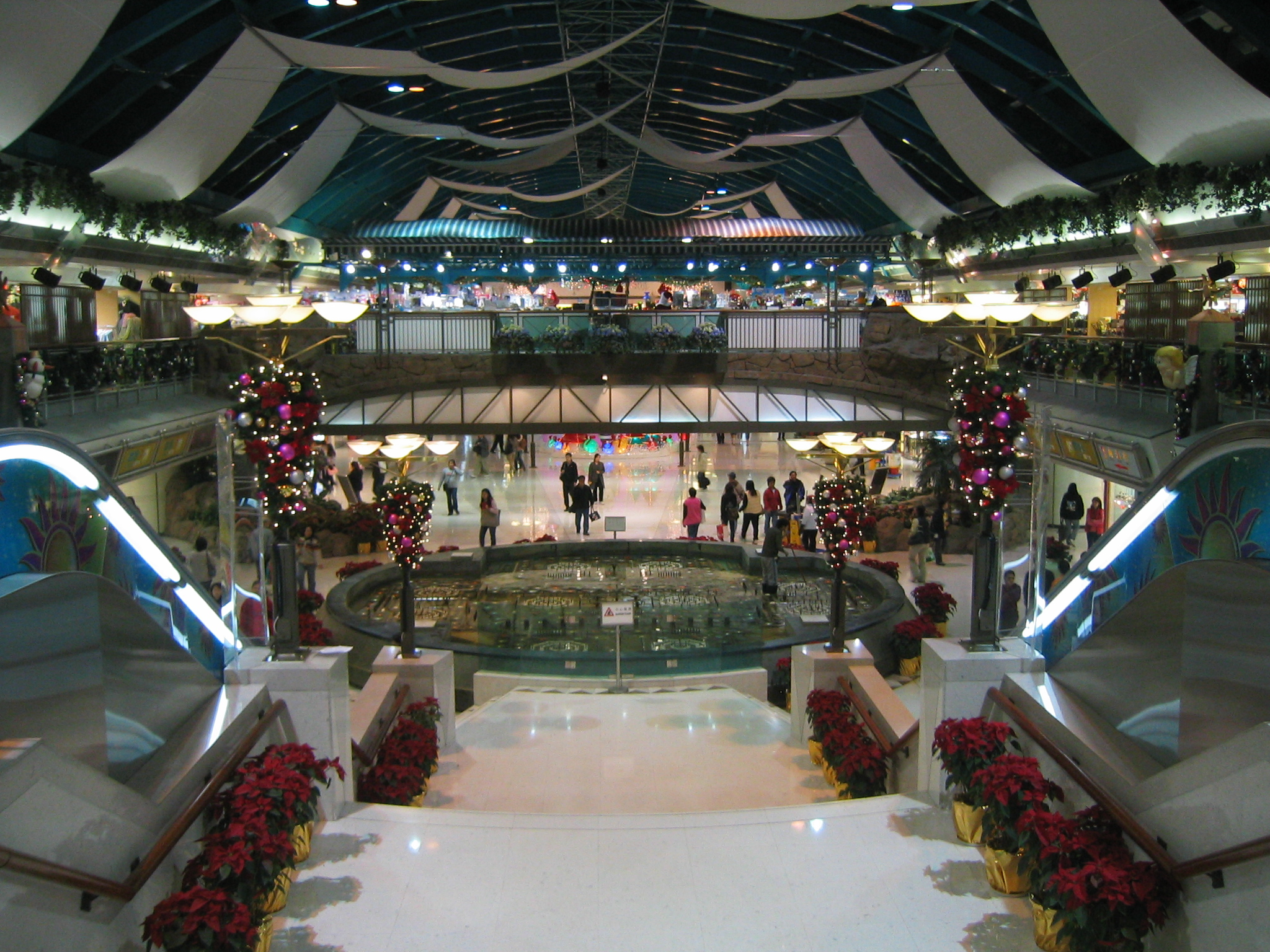
晚間的新港城中心，可見有人在噴泉中維修
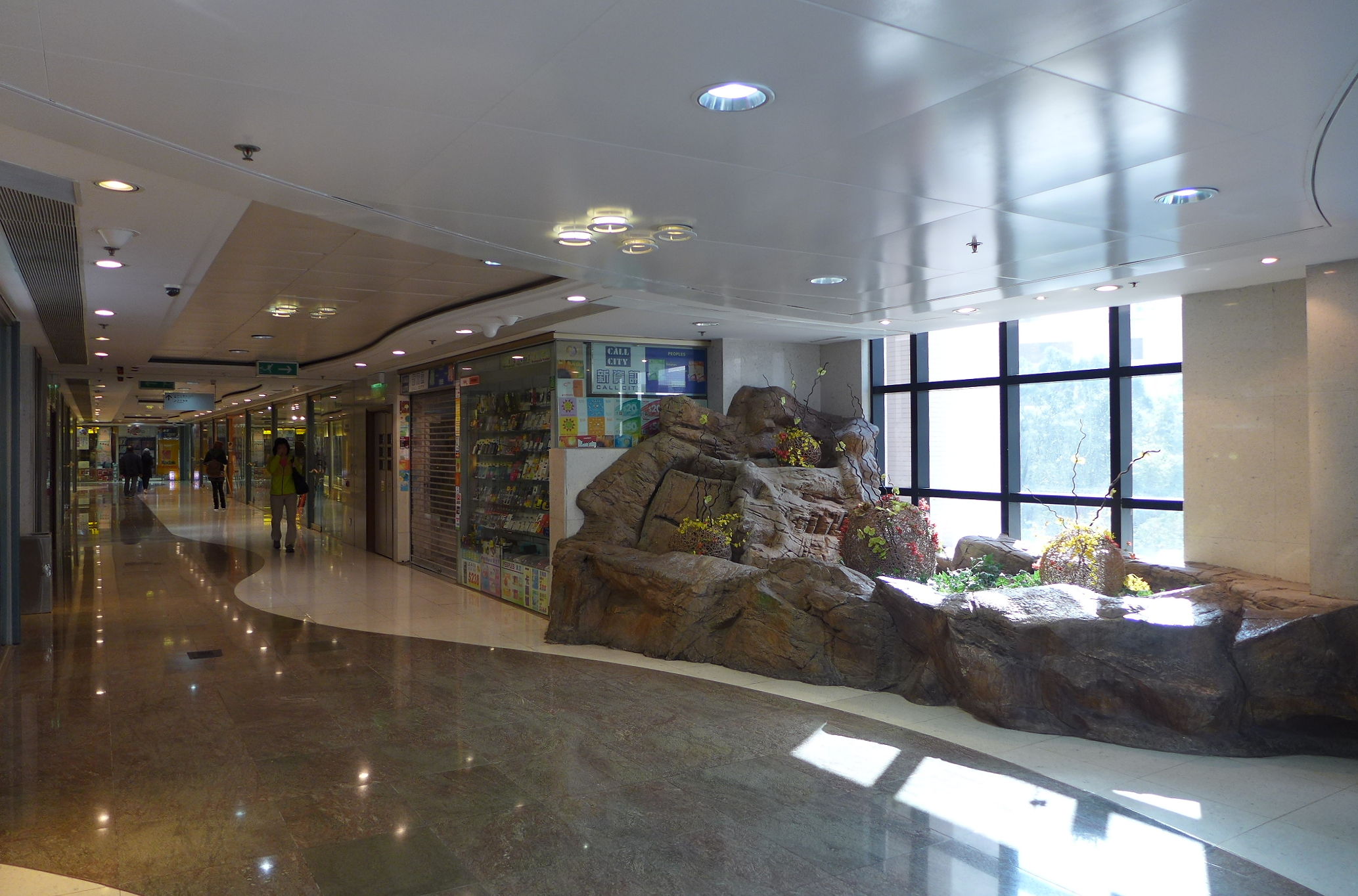
2樓於2016年翻新前設花卉石林及人工迷你瀑布
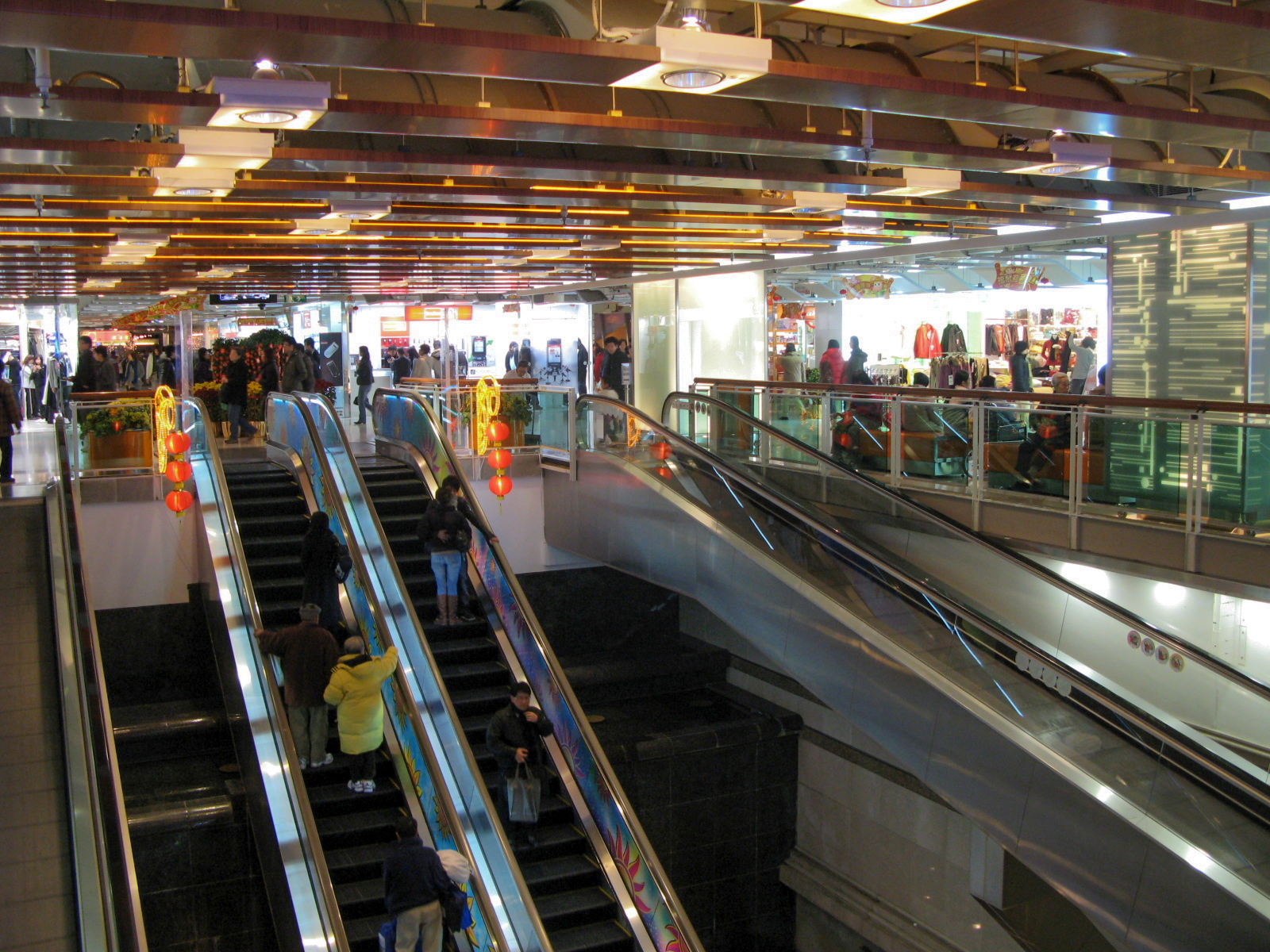
2樓東面中庭（2008年），已於2016年翻新，並拆除左右兩旁的扶手電梯
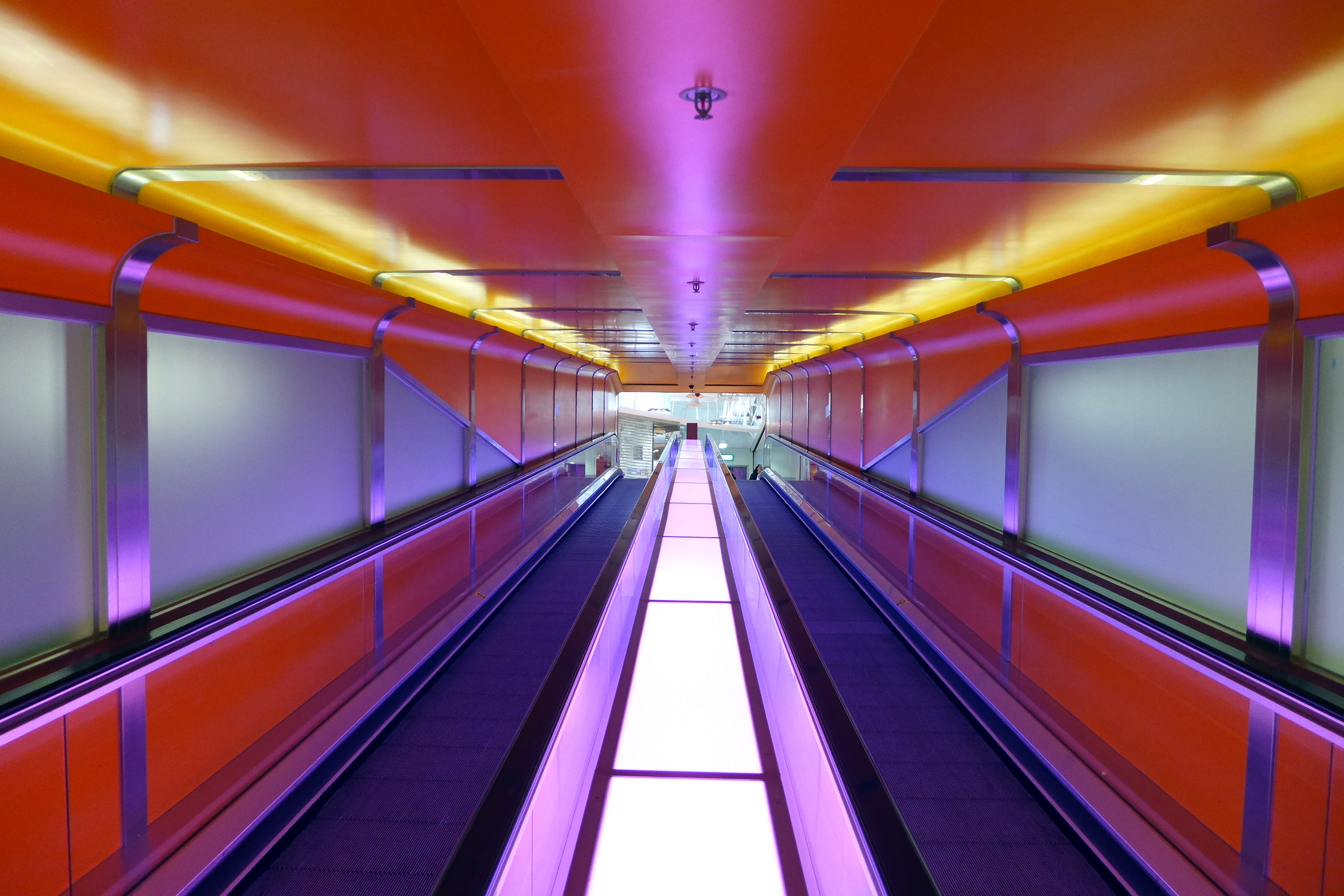
2樓往3樓的扶手電梯（已於2016年拆除）
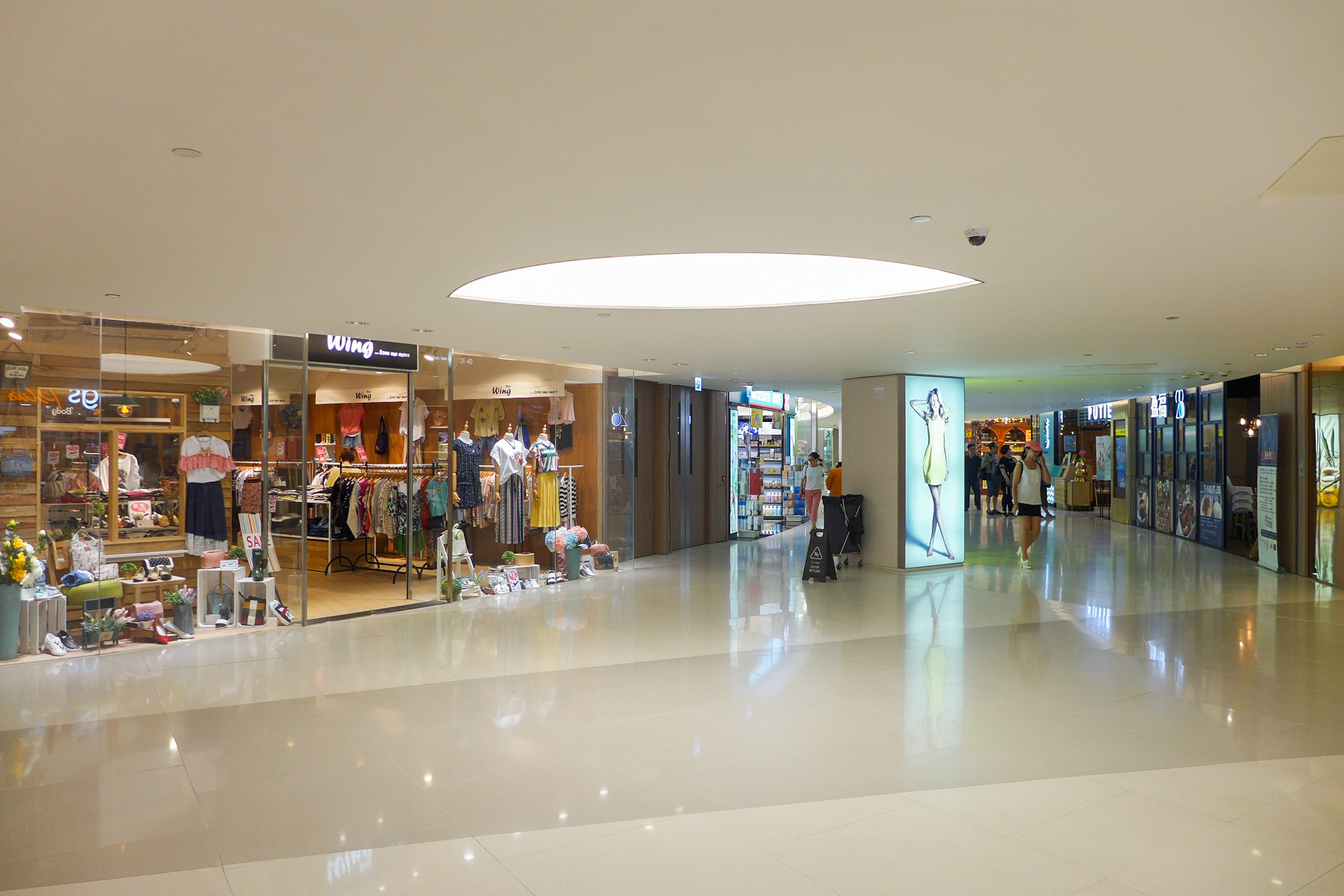
2樓翻新後東面商店（2017年）
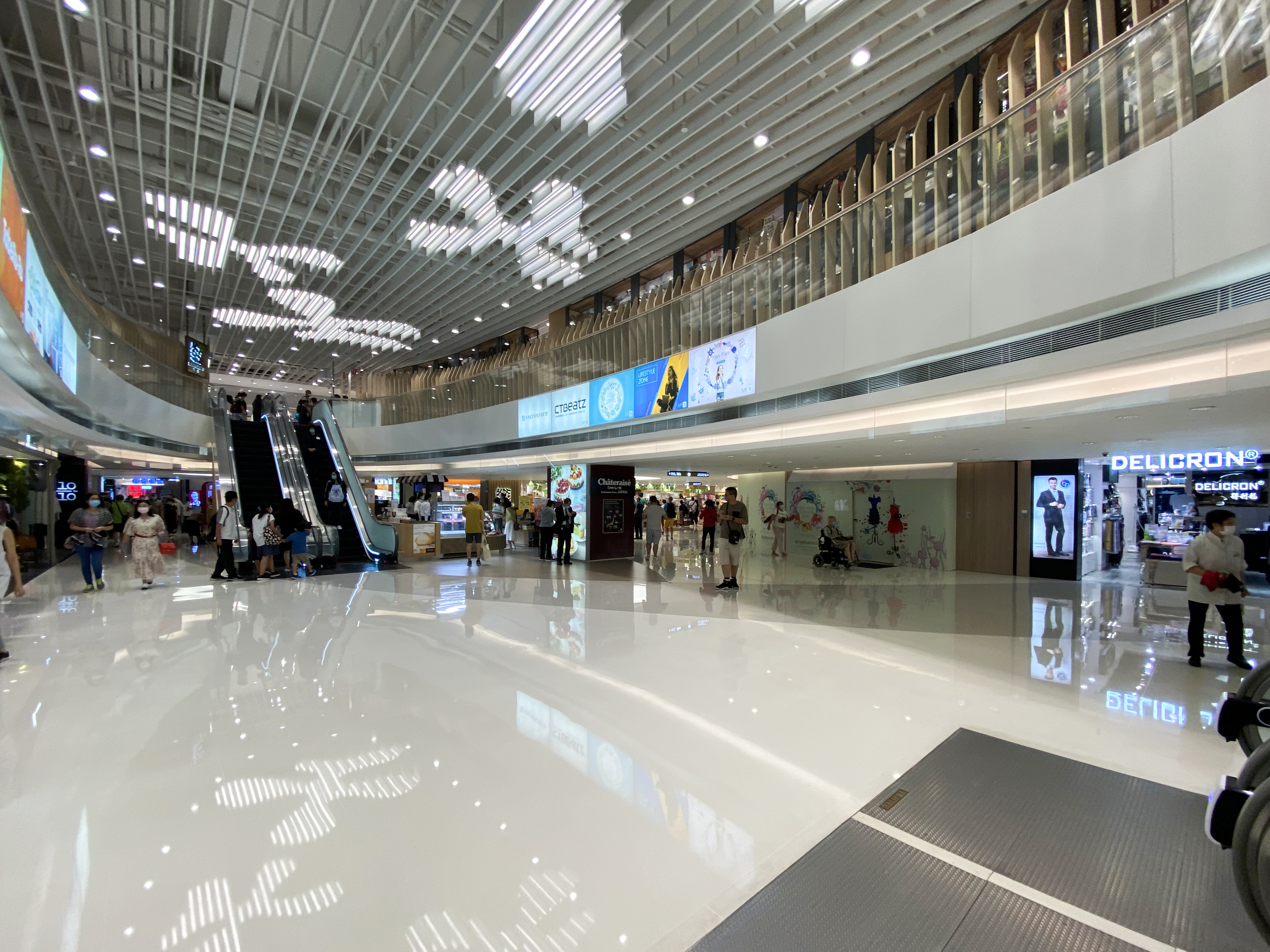
2樓2017年翻新後新建的中庭和增設的扶手電梯
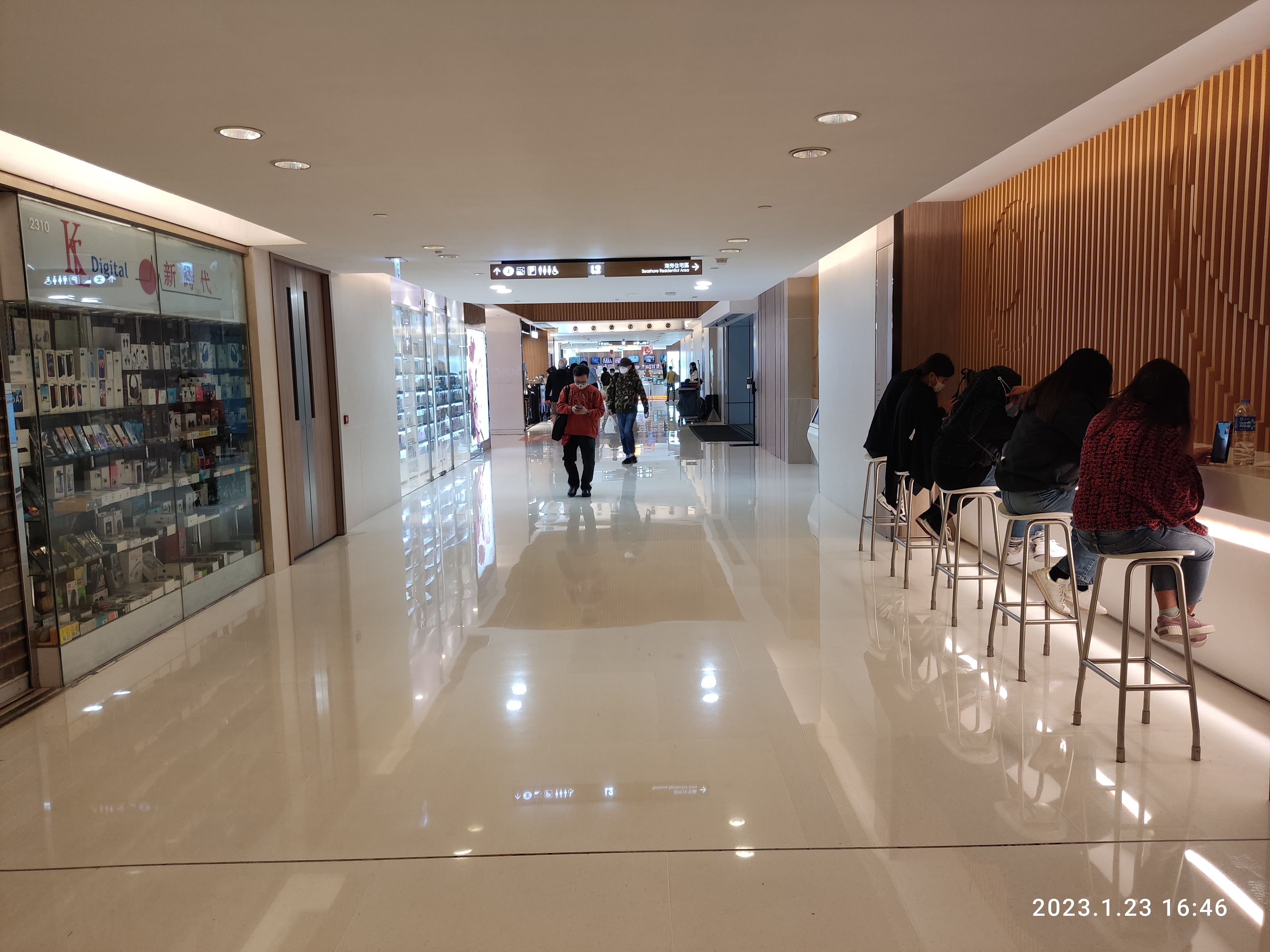
2樓商場通道提供座位讓公眾使用
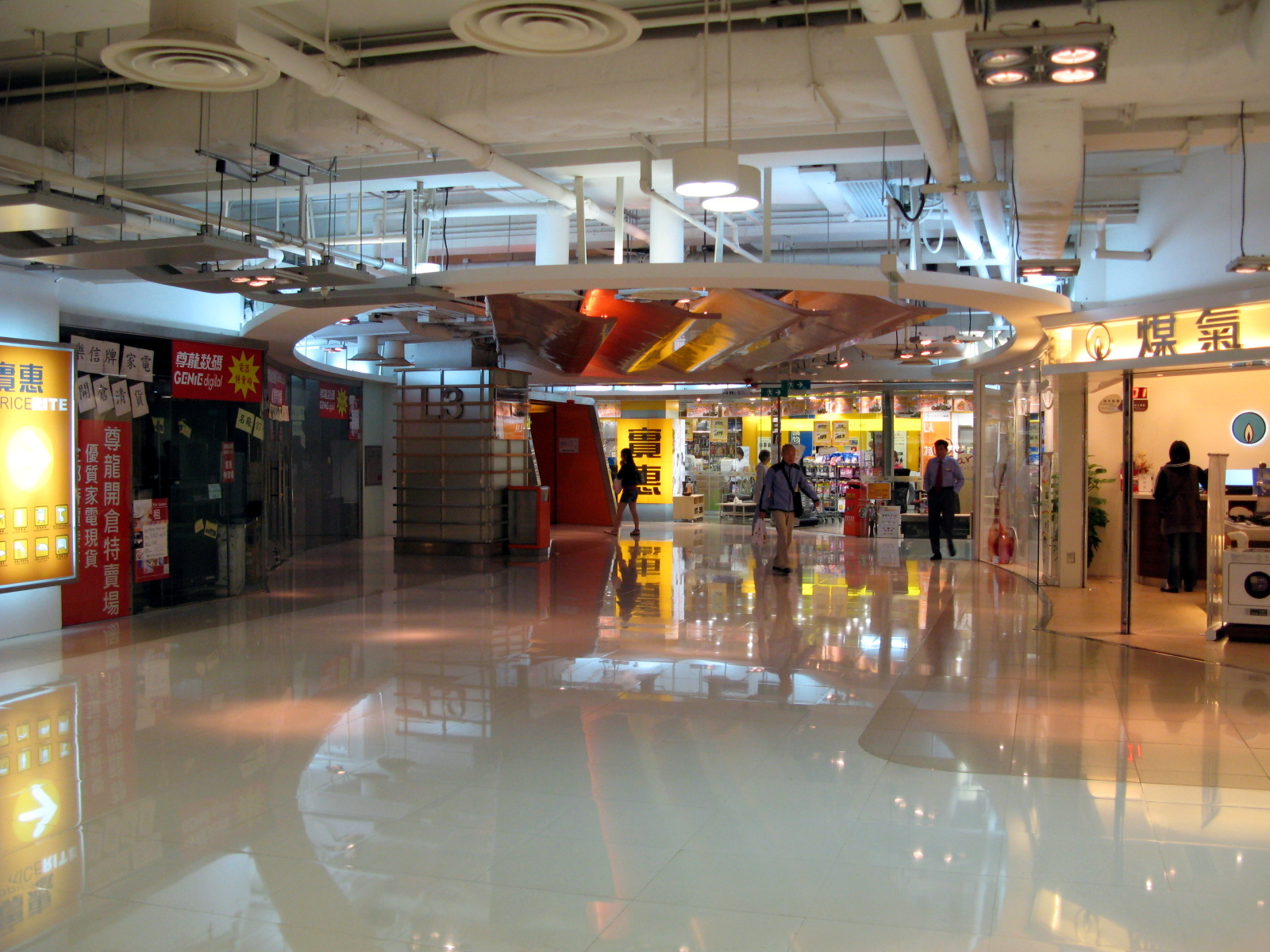
3樓東面商店（2009年）

## 公共空間問題
根據地政總署資料，新港城中心商場二樓的天幕廣場是一個佔地逾20,000平方呎的公共空間 ，政府定義該處為「公眾室內廣場」（Public Atrium），公眾往往難以察覺 ，甚至會誤以為是私家地方。而商場業主在天幕廣場範圍舉行食品展，並設置多個攤位，但沒有收銀處。其後地政總處已表示該處進行銷售活動違反地契條款，須在作出糾正，但無正面針對「公眾室內廣場」的特殊性作出任何補救行動或改善建議。

## 事件

#### 江澤民到訪商場
時任中共總書記兼國家主席江澤民在分別於1997年及2002年訪港期間到訪新港城中心商場。

#### 防暴警察闖入商場 保安涉阻差辦公被捕

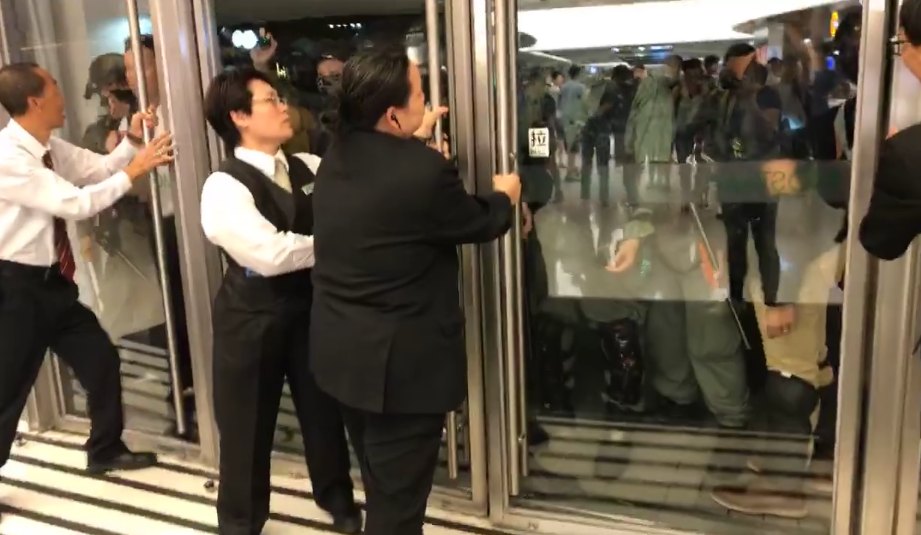
四名新港城中心保安嘗試擋住商場大門阻止防暴警察進入商場，但最後被警察闖入

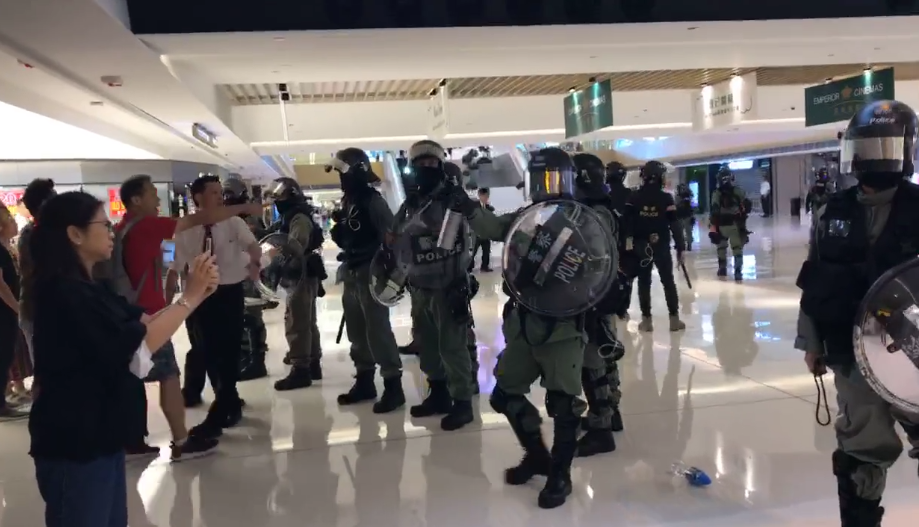
防暴警察闖入商場的行為引起市民不滿，警員舉起胡椒噴劑

2019年10月7日晩上8時，有反修例人士聚集新港城中心商場二樓的天幕廣場唱抗爭歌曲後，有防暴警察指因有人破壞新港城中心商場，進入新港城中心商場二樓採取行動，期間有四名新港城中心商場保安嘗試擋住商場玻璃大門阻止，但防暴警察仍猛推撞開商場大門及闖入新港城中心商場二樓，並制服一名男子，期間推跌在場採訪及身穿記者反光衣的立場新聞記者，壓在地上，又撥走記者眼鏡及拉走電話的充電線，其後有一名防暴警員將記者扶起。事後馬鞍山街坊稱讚新港城中心商場保安盡責，表示會寫感謝卡給保安，批評警方無理進入私人地方。警察公共關係科署理總警司江永祥稱商場是必經之路，指場內有人用雷射光照射警員。指根據香港法例第232章的第50條，警員是可以在沒有搜令下進入私人地方。
2019年10月9日下午，警方指四男一女保安涉在10月7日晚上阻止防暴警察進入新港城中心商場，被控「阻差辦公」而被捕，在馬鞍山警署扣查，同日晚上獲准保釋。警方又表示，根據《警隊條例》第63條，任何人士協助或意圖或拖延警務人員執法，循簡易程序定罪後，可處罰款$5,000及監禁6個月。到晚上7時半，百多名市民到新港城中心商場二樓的天幕廣場內聲援，手持「支持盡忠職守保安員，強烈譴責警方濫權濫捕」標語。期間約40名防暴警察一度在新港城中心商場出現。
而恒基兆業地產發聲明，對事件深感遺憾。指事件可能會進入司法程序，因此不便置評。同時表示新港城中心商場於2019年10月12日至13日暫停營業，以保障顧客安全及避免任何衝突事件發生。
香港物業管理公司協會會長陳志球指出，首先，根據第232章《警隊條例》第50條第3款，當警方進入商場時說明來意指，須予逮捕的人已進入或置身該處，亦會進行拘捕行動，便需要放行警隊，因此警員可進入處所搜查，任何人若妨礙執法都有可能干犯法例。而且，根據地契，商場並非私人地方就不准進入如此簡單，因爲涉及地契等法例監管，個別商場雖由物業公司管理，但有地契寫明容許警方入內執法，部分地方連接公共空間，需24小時開放，因此具體需要視乎物業的地契。
2020年3月30日，警方指5人獲暫時釋放，未有被起訴。但會保留檢控權利。

## 交通
港鐵
- █  屯馬綫：馬鞍山站B出口

公共巴士
商場下方為馬鞍山市中心公共運輸交匯處，對面馬鞍山廣場下亦有海栢花園公共運輸交匯處。商場外亦設有巴士站。

## 外部連結
- MOSTown 新港城中心 （页面存档备份，存于）
- 新港城中心（页面存档备份，存于）
- 新港城中心Facebook專頁